# 추부초등학교
추부초등학교는 대한민국 충청남도 금산군 추부면 마전리에 있는 초등학교다.

## 학교 연혁
| 1919년 | 12월 12일 | 추부공립보통학교 개편 (설립인가 3월 31일) |
| 1938년 | 4월 1일   | 추부공립심상소학교 개칭                   |
| 1941년 | 4월 1일   | 추부공립국민학교 개칭                     |
| 1963년 | 1월 1일   | 전라북도에서 충청남도로 이관              |
| 1996년 | 3월 1일   | 추부초등학교로 개명                       |
| 1999년 | 7월 30일  | 태봉관 신축                               |
| 2008년 | 3월 18일  | 태봉도서관 개관                           |
| 2017년 | 2월 17일  | 제94회 졸업식 45명[총 10,070명]           |
| 2017년 | 3월 1일   | 12학급 편성(특수 1학급 포함)              |

## 참고 자료
- 추부초등학교 - 한국교육학술정보원 학교알리미